# Dennis Walsh
Dennis Walsh (né le 12 juin 1933, mort le 1er juin 2005) est un astronome britannique, né dans la ville de Manchester en Angleterre. Il est reconnu pour avoir découvert, en 1979, le premier exemple d'un mirage gravitationnel en étudiant un quasar trouvé dans les données de l'Observatoire Jodrell Bank.